# ジェフリー・クノース
ジェフリー・S・クノース（英: Geoffrey S. Knauth）は、2020年8月からフリーソフトウェア財団の代表を務めているソフトウェアエンジニアである。

## FSFでの活動
クノースは1998年にフリーソフトウェア財団（FSF）の理事会にトレジャラーとして参加した。また、GNU Objective-Cプロジェクトの共同創設者でもある。2020年8月5日、クノースはFSFの会長に選出された。これは、1985年から代表を務めていたリチャード・ストールマンの辞任から11か月後のことである。
2021年3月25日、クノースは自分に代わる適切なリーダーが就任する際に、FSFの投票権を持つ会員から辞任する意向を示した。

## 学歴
クノースは1983年にハーバード大学で経済学を専攻し、「artium baccalaureus」を取得した。また、ボート競技のチームにも参加していた。さらに、スラヴ語および文学に関する多くのコースも履修した。その後、1980年代後半から2000年代にかけて、ハーバード大学およびノースイースタン大学で計算機科学や言語学の追加コースを受講した。2006年から2010年にはライコミング大学で計算機科学の講師を務めた。

## キャリア
クノースは、プログラマ、シニアアソシエイト、システムエンジニア、システムアナリストなど、さまざまな役職で複数の企業に勤務してきた。現在、クノースは2014年3月からAccuWeather Inc.でシニアソフトウェア開発者として勤務している。

## 私生活
クノースは英語、ロシア語、フランス語に堪能であり、ドイツ語と中国語についても一定の知識を持っている。また、彼はパイロットでもあり、ボート漕ぎやその他さまざまな活動にも関わってきた。